# Ammortamento alla tedesca
L'Ammortamento Tedesco è un tipo di ammortamento a rata costante anticipata, dove gli interessi sono pagati anticipatamente. La prima rata sarà perciò costituita da soli interessi e il suo valore risulterà minore rispetto a tutte le altre rate che invece sono costanti. Si avrà quindi: 
{\displaystyle I_{k}=D_{k}di={\frac {n-k}{n}}Sd}   con d = i /(i+1) e k = 0, 1, 2,..., n- 1
{\displaystyle R_{k}=Sd}         per k = 0
{\displaystyle R_{k}=(n-k){\frac {S}{n}}d+{\frac {S}{n}}}    per  k = 1, 2,.., n-1
{\displaystyle R_{k}={\frac {S}{n}}}      per   k = n.